# Lista de unidades federativas do Brasil por porcentagem de pessoas com nível superior completo
| > 25% 20% – 25% 15% – 20% | 10% – 15% < 10% |

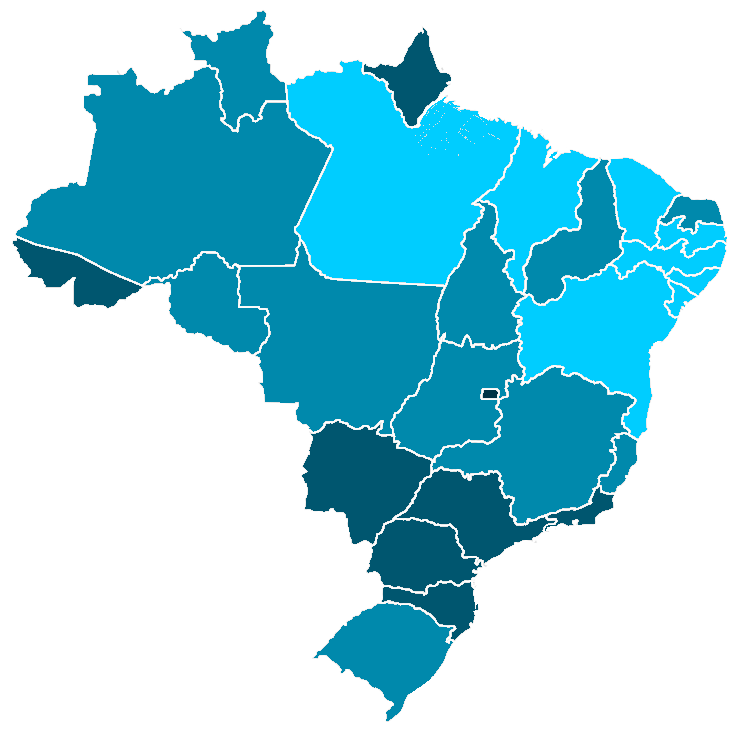
Percentual de pessoas com nível superior completo, em 2022, de acordo com a PNAD Contínua Anual - IBGE.

Esta é a lista de unidades federativas do Brasil por porcentagem de pessoas com nível superior completo, índice que representa o percentual de pessoas de 25 anos ou mais de idade com ensino superior completo dentre a população das unidades federativas do país.
Segundo o Instituto Brasileiro de Geografia e Estatística (IBGE), em 2010, 11,3% dos brasileiros possuíam o ensino superior completo. Já em 2022, o dado mais atual, houve um aumento para 18,4% da população, um crescimento de 62,8% ante 2010. 
A unidade federativa com o maior índice é o Distrito Federal, onde 37,0% da população concluiu o nível superior, seguido por São Paulo (25,0%) e Rio de Janeiro (24,2%). Já as menores taxas são as do Maranhão (11,4%), Bahia (11,9%) e Paraiba (12,7%).
Algumas das principais razões da não conclusão ou não complementação dos estudos no Brasil atual são a dificuldade de lacesso à escola, a necessidade de trabalho e, principalmente, o desinteresse.

## Percentual da população com ensino superior em 2022
| Posição | Unidade federativa  | (%) População com nível superior (2022) |
| ------- | ------------------- | --------------------------------------- |
| 1       | Distrito Federal    | 37,0%                                   |
| 2       | São Paulo           | 25,0%                                   |
| 3       | Rio de Janeiro      | 24,2%                                   |
| 4       | Amapá               | 21,7%                                   |
| 5       | Mato Grosso do Sul  | 21,2%                                   |
| 6       | Santa Catarina      | 20,8%                                   |
| 7       | Paraná              | 20,4%                                   |
| 8       | Acre                | 20,3%                                   |
| 9       | Rio Grande do Sul   | 19,6%                                   |
| 10      | Tocantins           | 19,5%                                   |
| -       | Brasil              | 18,4%                                   |
| 11      | Roraima             | 19,1%                                   |
| 12      | Espírito Santo      | 18,5%                                   |
| 13      | Goiás               | 18,4%                                   |
| 14      | Mato Grosso         | 17,7%                                   |
| 15      | Minas Gerais        | 17,4%                                   |
| 16      | Amazonas            | 16,6%                                   |
| 17      | Rondônia            | 16,5%                                   |
| 18      | Piauí               | 15,7%                                   |
| 19      | Rio Grande do Norte | 15,1%                                   |
| 20      | Pará                | 13,0%                                   |
| 21      | Alagoas             | 12,9%                                   |
| 22      | Pernambuco          | 12,9%                                   |
| 23      | Sergipe             | 12,8%                                   |
| 24      | Ceará               | 12,7%                                   |
| 25      | Paraíba             | 12,7%                                   |
| 26      | Bahia               | 11,9%                                   |
| 27      | Maranhão            | 11,4%                                   |

## Lista histórica da população com ensino superior, 1990–2020
Lista em década, de 1990 a 2020 da classificação por ordem alfabética das unidades federativas do Brasil pelo percentual da população com ensino superior completo.
| Posição | Unidade federativa  | (%) Pop. com nível superior (1990) | (%) Pop. com nível superior (2000) | (%) Pop. com nível superior (2010) | (%) Pop. com nível superior (2020) |
| ------- | ------------------- | ---------------------------------- | ---------------------------------- | ---------------------------------- | ---------------------------------- |
| 1       | Acre                | 2,78                               | 3,77                               | 5,83                               | 16,98                              |
| 2       | Alagoas             | 3,22                               | 3,86                               | 4,66                               | 12,10                              |
| 3       | Amapá               | 3,86                               | 4,05                               | 6,98                               | 16,45                              |
| 4       | Amazonas            | 2,81                               | 3,38                               | 5,32                               | 16,23                              |
| 5       | Bahia               | 2,50                               | 3,08                               | 4,51                               | 12,11                              |
| 6       | Ceará               | 3,06                               | 3,64                               | 4,96                               | 14,78                              |
| 7       | Distrito Federal    | 14,27                              | 15,29                              | 17,49                              | 34,89                              |
| 8       | Espírito Santo      | 4,59                               | 5,63                               | 8,34                               | 19,08                              |
| 9       | Goiás               | 4,04                               | 4,80                               | 7,75                               | 16,99                              |
| 10      | Maranhão            | 1,32                               | 1,88                               | 3,56                               | 9,31                               |
| 11      | Mato Grosso         | 3,97                               | 5,09                               | 7,65                               | 18,11                              |
| 12      | Mato Grosso do Sul  | 5,46                               | 6,78                               | 8,86                               | 19,33                              |
| 13      | Minas Gerais        | 4,92                               | 6,10                               | 7,95                               | 15,46                              |
| 14      | Pará                | 2,67                               | 3,29                               | 4,06                               | 11,74                              |
| 15      | Paraíba             | 4,42                               | 5,26                               | 5,71                               | 13,29                              |
| 16      | Paraná              | 5,53                               | 7,03                               | 9,71                               | 19,88                              |
| 17      | Pernambuco          | 4,79                               | 5,50                               | 5,67                               | 14,31                              |
| 18      | Piauí               | 1,87                               | 2,48                               | 5,10                               | 12,10                              |
| 19      | Rio de Janeiro      | 9,23                               | 10,08                              | 10,91                              | 22,23                              |
| 20      | Rio Grande do Norte | 3,81                               | 4,64                               | 5,89                               | 15,46                              |
| 21      | Rio Grande do Sul   | 6,14                               | 7,21                               | 8,67                               | 17,91                              |
| 22      | Rondônia            | 2,56                               | 2,98                               | 5,66                               | 13,00                              |
| 23      | Roraima             | 2,68                               | 4,07                               | 6,72                               | 17,82                              |
| 24      | Santa Catarina      | 4,76                               | 6,13                               | 9,69                               | 19,25                              |
| 25      | São Paulo           | 8,27                               | 9,82                               | 11,67                              | 23,20                              |
| 26      | Sergipe             | 3,10                               | 3,81                               | 6,00                               | 13,91                              |
| 27      | Tocantins           | 1,44                               | 2,97                               | 7,05                               | 16,75                              |
| -       | Brasil              | 5,75%                              | 6,77%                              | 11,3%                              | 18,0%                              |